# Gancio di traino

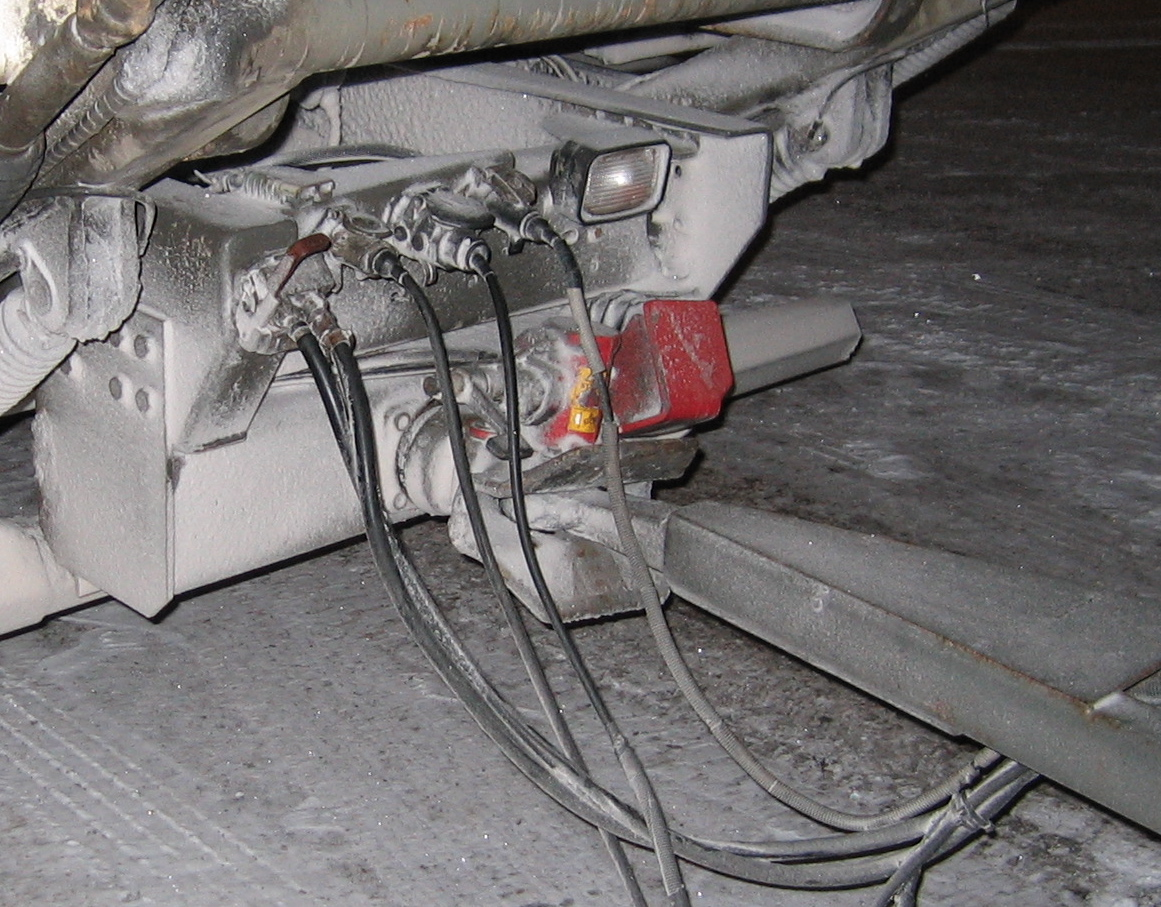
Gancio di traino di un autocarro con collegamenti elettrici e pneumatici

Il gancio di traino è uno strumento meccanico statico, che può venire montato in modo solidale al telaio di un veicolo così da poter unire un rimorchio ad un veicolo trainante (trattore). Su di esso viene inserito il timone del rimorchio, bloccato in posizione da un apposito fermo.

## Applicazioni
Le utilizzazioni più tipiche sono sul retro delle autovetture per agganciare carrelli o veicoli ricreativi (tipicamente roulotte o carrelli tenda), sul retro di un autocarro per trasformarlo in un autotreno e sulle trattrici agricole per poter agganciare anche macchine agricole specifiche oltre che i classici rimorchi, un'altra utilizzazione seppur poco comune è sulle motociclette (con limiti differenti da Nazione a Nazione), dove il carrello può essere monoruota o biruota.

## Caratteristiche

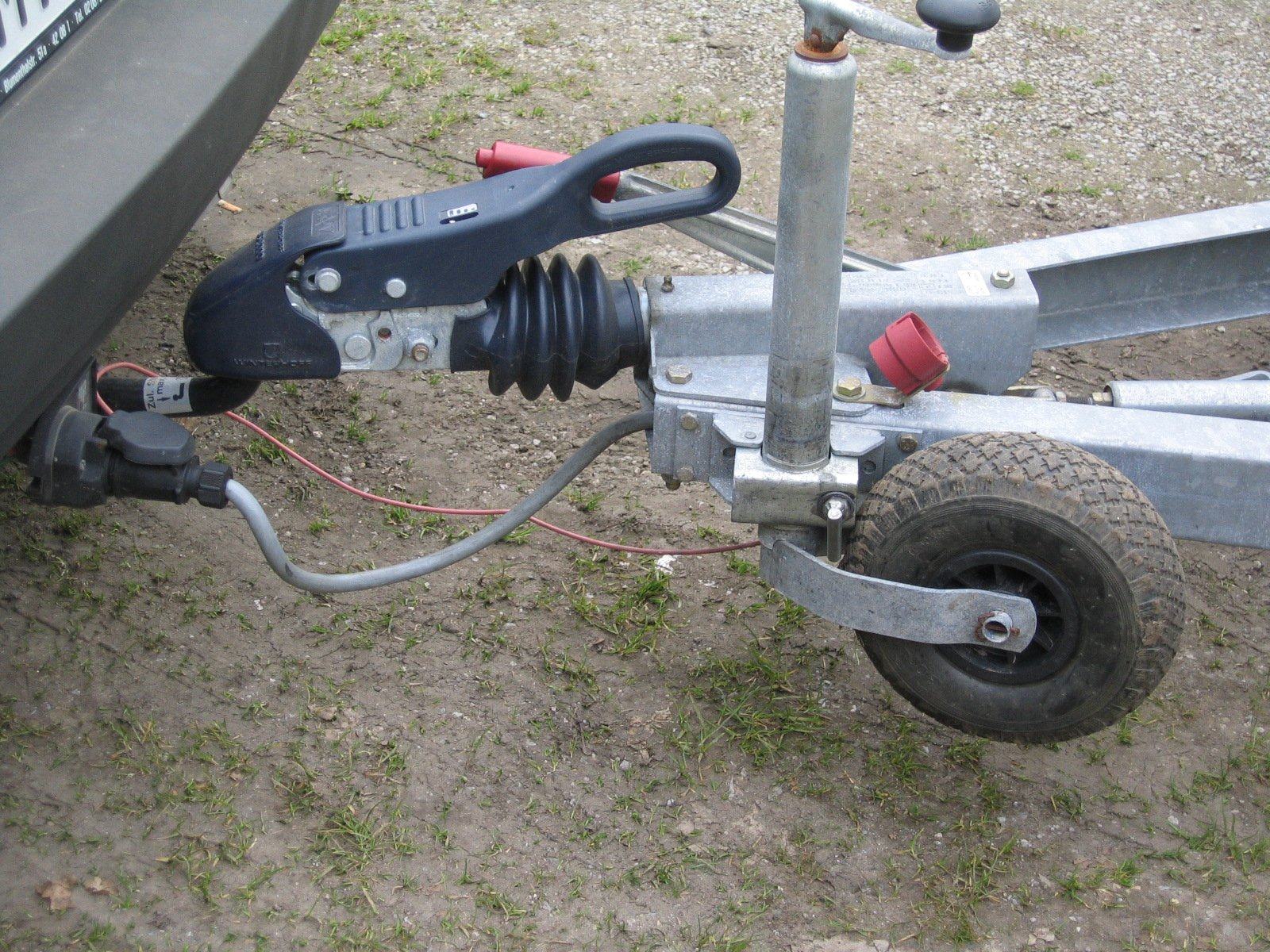
Gancio traino tipo sfera

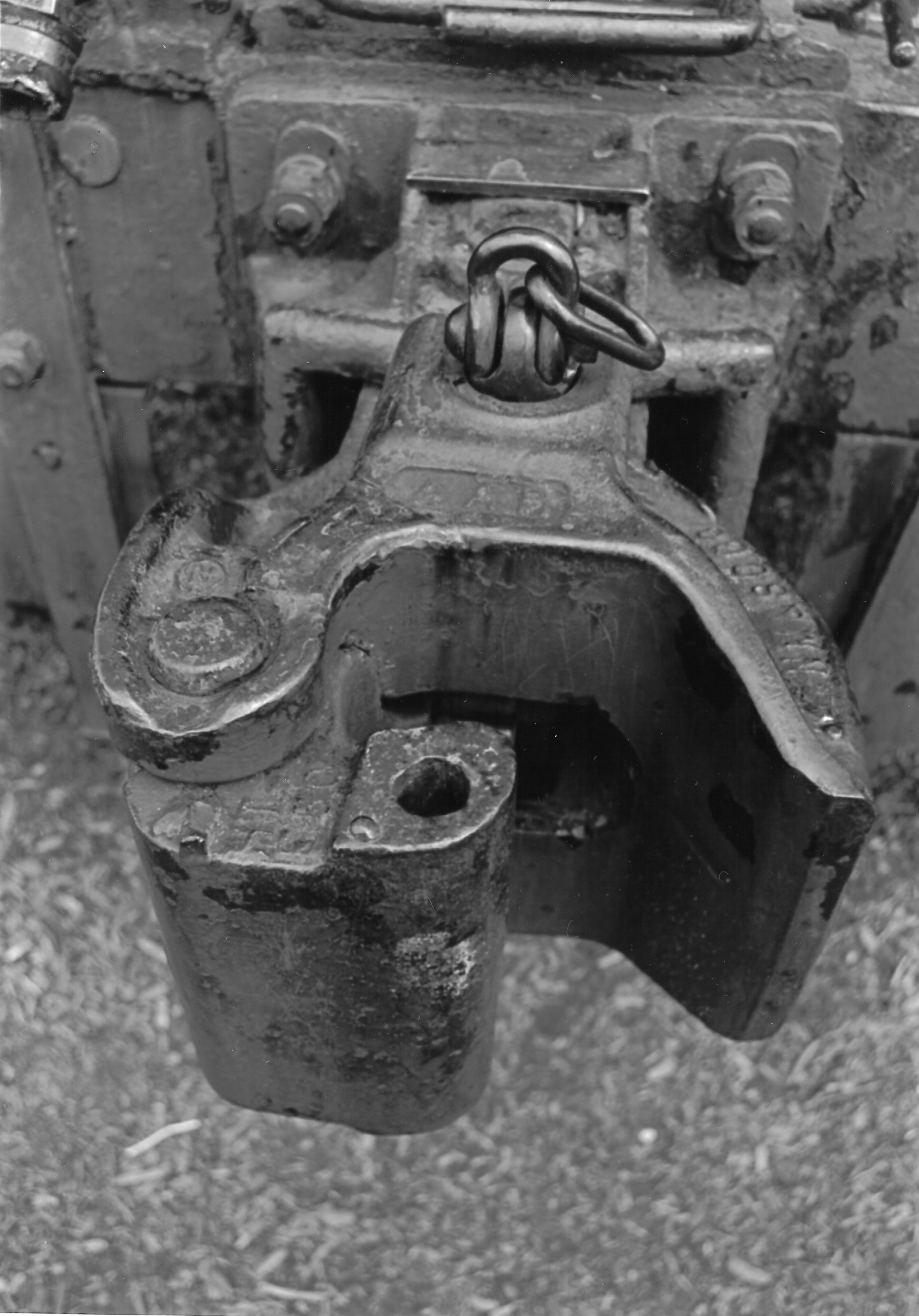
Janney AAR tipo E

Solitamente il gancio di traino è affiancato da una presa che consente la ripetizione dei comandi elettrici sul rimorchio trainato (illuminazione, luci di stop, indicatori di direzione). In particolare sugli autocarri moderni è anche presente un ulteriore collegamento al circuito pneumatico dell'automezzo per consentire l'utilizzo del freno pneumatico.
Inoltre il gancio può essere di diverso tipo:
- Sfera, si tratta della soluzione più comune, caratterizzato da una parte di giunzione con il carrello a sfera
- Sfera grifo o uncino, rispetto al gancio sfera è presente un elemento che riduce la possibilità di sgancio accidentale del carrello ed utilizzabile per i carrelli con attacco ad anello/occhiello, ma alcuni modelli sono solo compatibili con i carrelli con attacco ad occhiello.
- Gancio di trazione, termine usato tipicamente nel servizio ferroviario.

Inoltre possono essere:
- Fissi, il gancio è sempre presente, in quanto agganciato tramite bulloni con un sistema a flangia
- Estraibili, il gancio viene inserito all'occorrenza ad un sistema di presa, stesso discorso per i cavi elettrici
- Estraibile a scomparsa, il sistema prevede una presa che rimane nascosta nel paraurti del mezzo

Nel caso delle autovetture il gancio è molto semplificato rispetto a quello dei veicoli pesanti, dato anche il minor peso del mezzo trainato, ed in alcuni casi è anche facilmente smontabile. Anche l'impianto frenante non necessita di prolungamenti dal trainante al rimorchiato poiché viene utilizzato un meccanismo a repulsione.
Nel caso delle motociclette il sistema è simile a quello degli autoveicoli, ma il gancio da utilizzare deve garantire 2 gradi di libertà rotazionali nel caso dell'uso dei carrellini monoruota, mentre nel caso dei carrellini biruota ha gli stessi 3 gradi di libertà dei autoveicoli.